# Argyrochosma jonesii
Argyrochosma jonesii är en kantbräkenväxtart som först beskrevs av William Ralph Maxon, och fick sitt nu gällande namn av Michael D. Windham. Argyrochosma jonesii ingår i släktet Argyrochosma och familjen Pteridaceae. Inga underarter finns listade.

## Bildgalleri

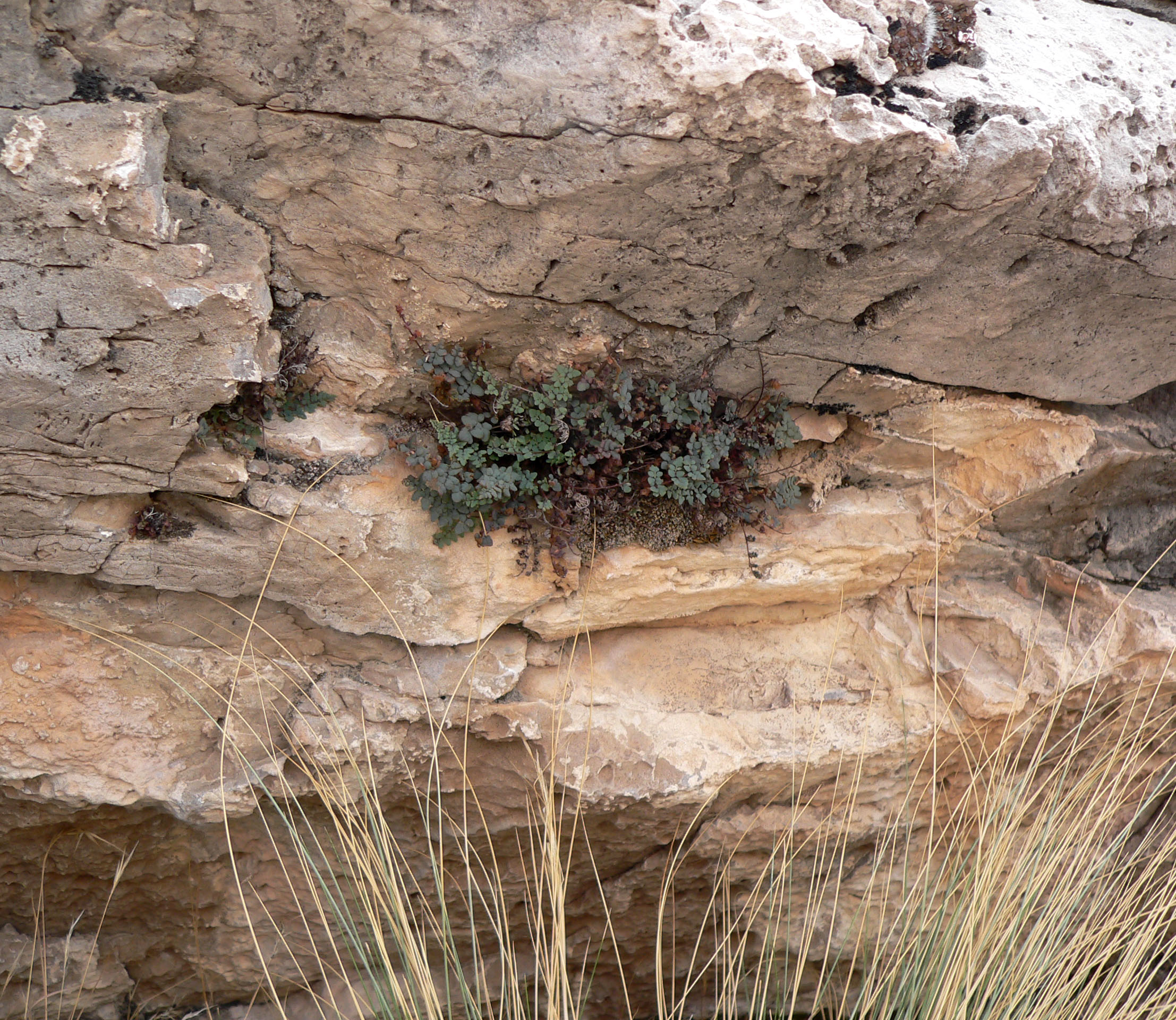
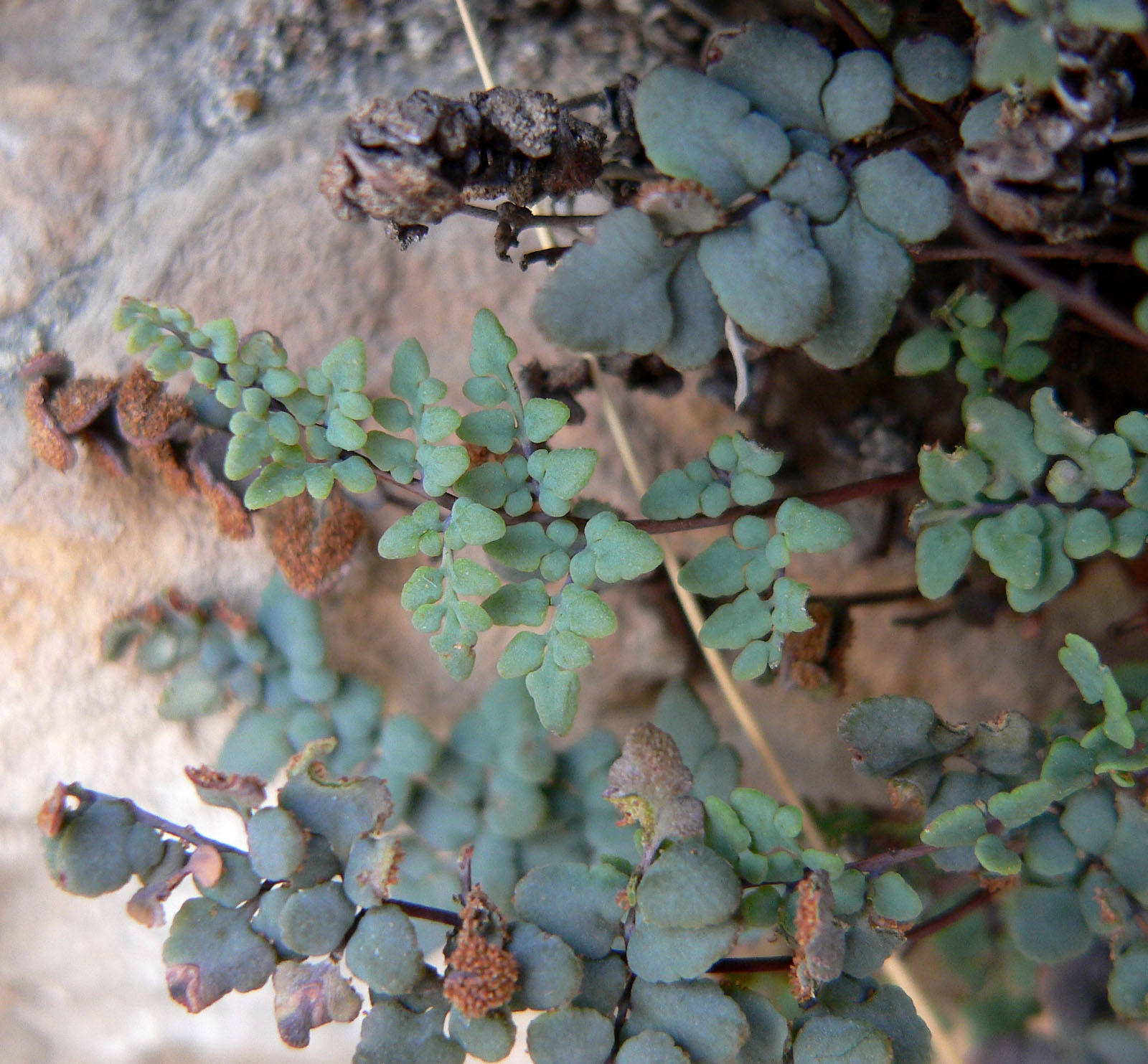
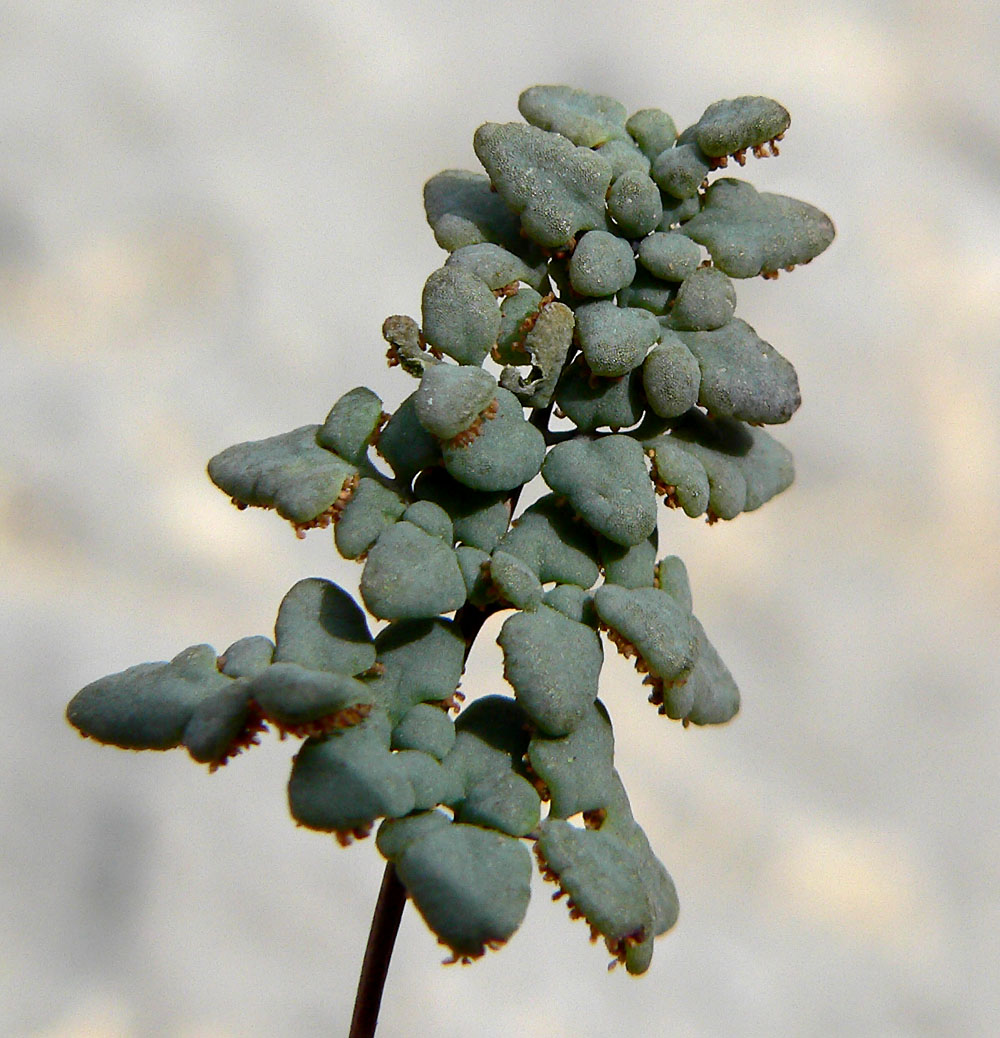
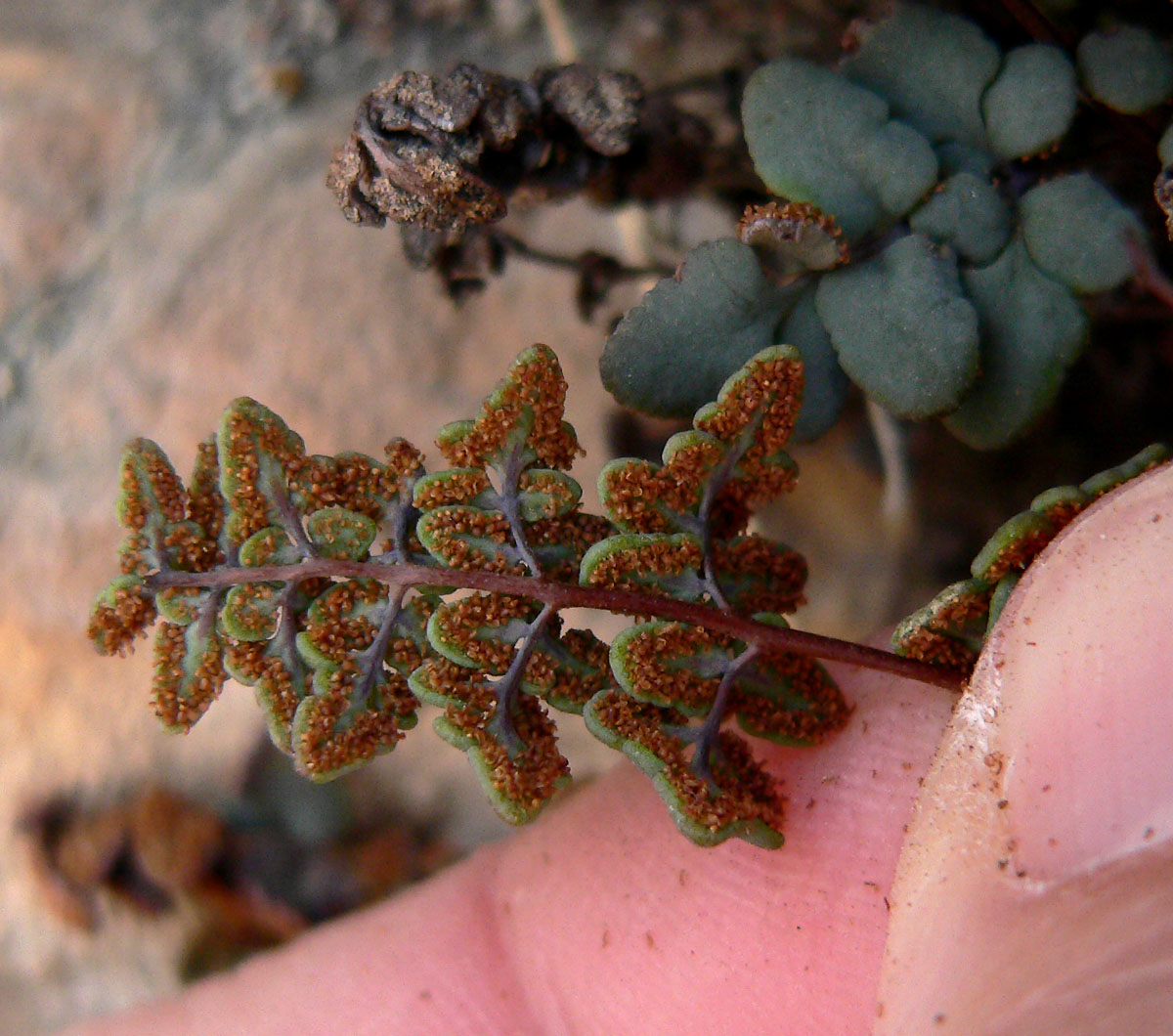
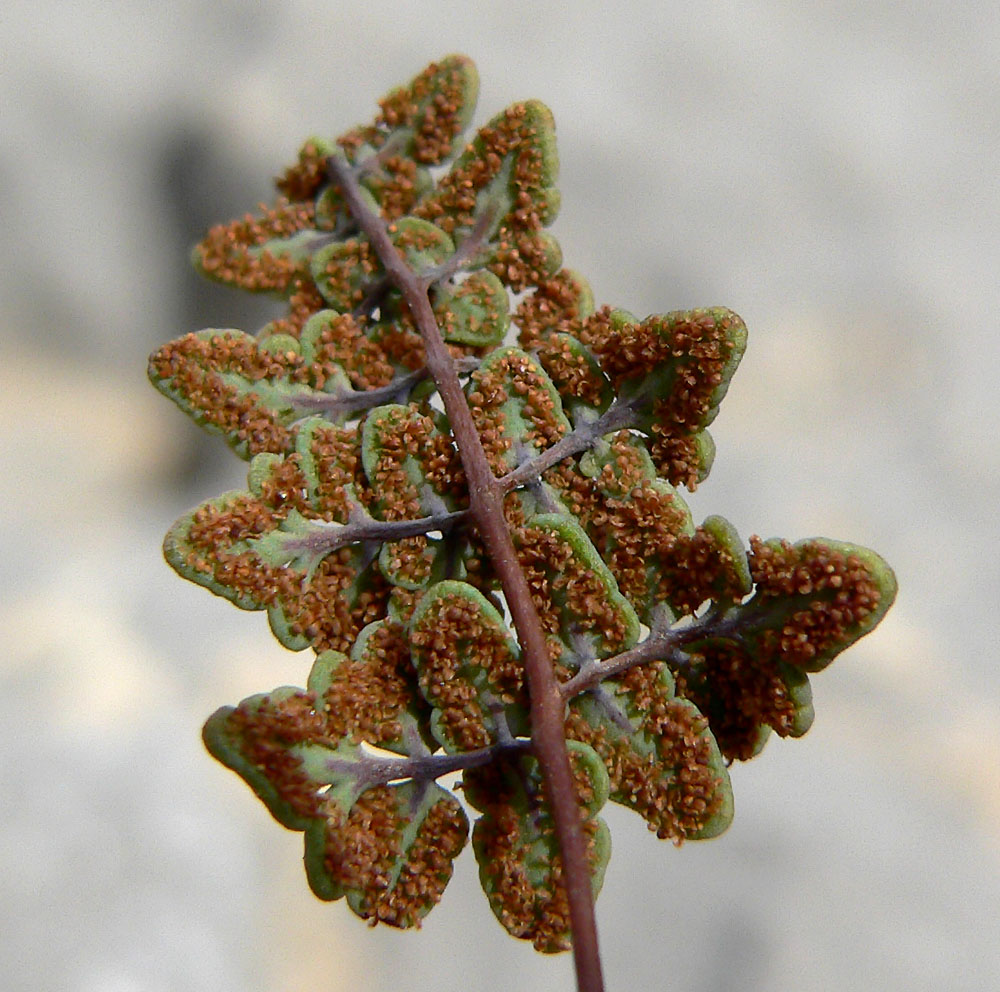
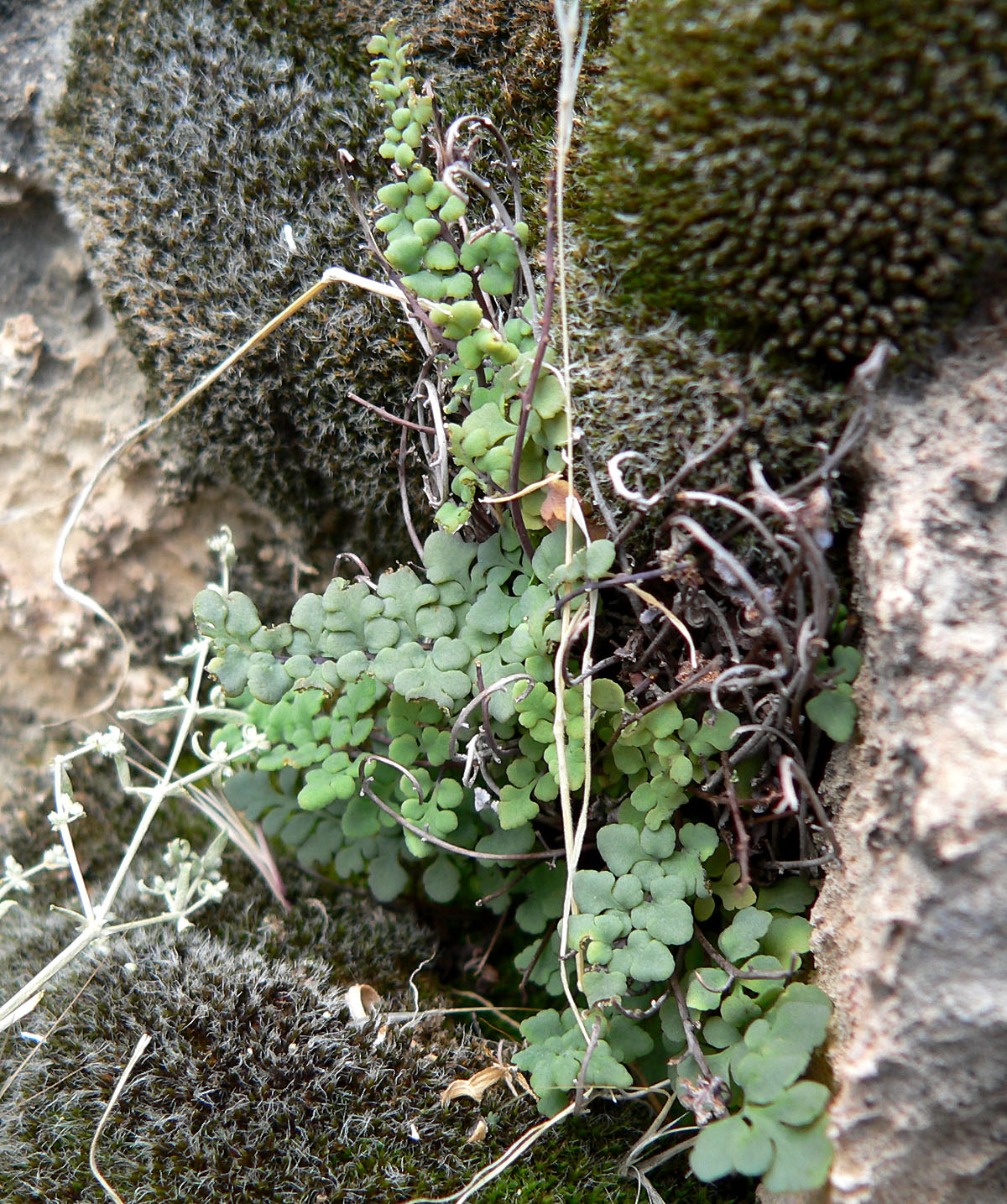